# Efekt Horndala
(Learning by doing) Uczenie się poprzez pracę to pojęcie związane z teorią ekonomii. Odnosi się do zdolności pracowników do zwiększania ich wydajności poprzez wykonywanie regularnych czynności podczas pracy. Wzrastająca wydajność jest efektem praktyki, samoudoskonalania się pracownika oraz tylko w niewielkim stopniu zależna od rozwoju technologicznego. Kapitał ludzki jest więc w produkcji równie istotny jak kapitał rzeczowy. Wydajność pracy rośnie wraz ze wzrostem doświadczenia. 

## Wykorzystanie
Pomysł uczenia się przez pracę został użyty przez Kennetha Arrowa w jego konstrukcji teorii endogenicznego wzrostu gospodarczego dla wyjaśnienia efektów innowacji i zmian technicznych. 
W 1988 roku Lucas zastosował pomysł uczenia się przez pracę dla wyjaśnienia wzrastających wpływów przy zastosowanym kapitale ludzkim. 
W 1991 roku Yang i Borland udowodnili, że praca przez naukę odgrywa znaczącą rolę w ewolucji specjalizacji produkcji wielu krajów. 
We wszystkich tych przypadkach koncepcja uczenia się przez pracę i wzrastające wpływy udowodniły, że teoria ta stanowić może bodziec dla długookresowego wzrostu. 

## Przykład
Najbardziej znanym przykładem obrazującym efekt Horndala jest przykład szwedzkiej stalowni. Od momentu jej uruchomienia w 1836 roku przez kolejnych 15 lat wyposażenie w maszyny oraz liczba zatrudnionych nie ulegały żadnym zmianom. Pomimo tego wydajność pracy rosła średnio o 2% rocznie. W końcu jednak, po całkowitym opanowaniu przez pracowników umiejętności zawodowych, kolejne przyrosty wydajności stawały się coraz trudniejsze do osiągnięcia.